# ۱۳۵۵ (قمری)
۱۳۵۵ (قمری)، هزار و سیصد و پنجاه و پنجمین سال در گاهشماری هجری قمری است. اول محرم این سال برابر با بیست و چهارم مارس سال ۱۹۳۶ میلادی است.

## درگذشتگان
- 26 جمادی‌الاول - محمد حسین نائینی : مرجع تقلید شیعه.

## وابسته
- محمدحسین نائینی